# Ptinus lederi
Ptinus lederi is een keversoort uit de familie klopkevers (Ptinidae). De wetenschappelijke naam van de soort werd in 1884 gepubliceerd door Edmund Reitter.